# Chanel No. 5
Chanel Nº 5 je prvi parfem kojeg je francuska modna kreatorica i dizajnerica Coco Chanel lansirala na tržište. Još danas je Chanel N° 5 simbol statusa i na svjetskoj top ljestvici jedan je od najprodavanijih parfema na svijetu. 
Sama Coco Chanel je zamolila dizajnera parfema Ernesta Beauxa da napravi "parfem koji miriše kao žena". Chanel No. 5 je veoma složeni miris, u kojem se ne da izdvojiti ni jedan sastojak, i to je bio još jedan zahtjev velike Chanel, da parfem zvuči "ne kao ruža ili đurđica, već kao skladba". Parfem su proslavile mnoge zvijezde, jednom od najvećih je bila Marilyn Monroe. Chanel No. 5 se do sada često povezuje s njenim imenom, jer je prilikom jednog intervjua u Japanu, Monroe rekla da oblači u krevet samo nekoliko kapljica Chanel No. 5. I to je bilo dovoljno da se milijuni žena odluče za izbor parfema.

## Marketing
Trenutačno miris predstavlja glumica Nicole Kidman. Tvrtka Chanel pokrenula je 2012. godine marketinšku kampanju u kojoj po prvi put ovaj parfem reklamira muškarac - glumac Brad Pitt. Unatoč glumčevom zvjezdanom statusu, mišljenja o ovom potezu kako glumca tako i proizvođača parfema su podijeljena, pa se i sam Brad Pitt oglasio da nije vidio parodije reklame a da visoko cijeni ovu modnu marku.

## Vanjske poveznice
- Chanel Nº 5 – Webstranica